# Municipio de Tlapa de Comonfort
El municipio de Tlapa de Comonfort es uno de los 85 municipios del Estado de Guerrero, en el sur de México. Forma parte de la región de La Montaña de la entidad y su cabecera es la ciudad de Tlapa de Comonfort.
El municipio fue creado en el año de 1849, el mismo año en que se fue erigido el estado de Guerrero. El 8 de agosto de 1974, mediante la Ley Orgánica del Municipio Libre No. 108 en su artículo 2.º., el nombre del municipio obtuvo el agregado de “Comonfort” en honor a Ignacio Comonfort.

## Geografía

### Localización y extensión
El municipio de Tlapa de Comonfort se localiza al oriente del estado de Guerrero, en la región de La Montaña y en las coordenadas geográficas 17°30’ y 17°40’ de latitud norte y a 98°27’ y 98°47’ de longitud oeste respecto al meridiano de Greenwich. Posee una superficie territorial total de 1.054 kilómetros cuadrados que equivalen un 1.65% de la superficie total del estado. Sus colindancias territoriales son al norte con los municipios de Cualác y Huamuxtitlán; al sur con los municipios de Copanatoyac, Xalpatláhuac y Alcozauca de Guerrero, al este con Tlalixtaquilla de Maldonado y Alpoyeca y al oeste con Atlixtac.
Además Tlapa de comonfort esta incrustado en la región de la Montaña, y es el centro: comercial, cultural, político y económico de esta zona, juega un papel importante en el desarrollo de los 19 municipios de a su alrededor; que son los 10 siguientes: Xochihuehuetlan, Metlatonoc, Cochoapa el grande, Tlacoapa, Malinaltepec, Iliatenco, Acatepec, Zapotitlan tablas, Olinala, y Atlamajalcingo del Monte.
Tlapa significa: pueblo quemado.

## Demografía

### Población
Conforme al Censo de Población y Vivienda 2020 realizado por el Instituto Nacional de Estadística y Geografía (INEGI) con fecha censal del 2 de marzo de 2020, el municipio de Tlapa de Comonfort contaba hasta ese año con un total de 96 125 habitantes, de los cuales, 45 021 eran hombres y 51 104 eran mujeres.

### Economía
La agricultura, es una actividad económica en que destaca Tierra Caliente, la región que tiene el mayor número de exportaciones de productos agrícolas en el Estado. Esta actividad predomina en la selva, principalmente en la zona costera, puesto que la fertilidad de la tierra, y el clima tropical caluroso y lluvioso permiten abundantes productos tropicales, y se han construido sistemas de riego, como las presas Vicente Guerrero, Valerio Trujano y Hermenegildo Galeana. El estado produce ajonjolí, café, plátano, cacao, papaya, mango, tabaco, limón, maíz. La explotación forestal también es variada. Se utilizan las maderas de pino, encino, cedro y caoba.

### Localidades
En el censo de 2020 el municipio de Tlapa de Comonfort contaba con 119 localidades.
| Código INEGI      | Localidad              | Población (2020) |
| ----------------- | ---------------------- | ---------------- |
| 120660001         | Tlapa de Comonfort     | 59 580           |
| 120660028         | Tototepec              | 3 009            |
| 120660010         | Chiepetepec            | 2 471            |
| 120660030         | Xalatzala              | 2 342            |
| 120660005         | Atlamajac              | 2 015            |
| 120660007         | San Miguel Axoxuca     | 1 637            |
| 120660073         | Colonia Constitución   | 1 532            |
| 120660002         | Ahuatepec              | 1 254            |
| 120660008         | Ayotzinapa             | 1 232            |
| 120660025         | Tlatzala               | 1 117            |
| 120660006         | Atlamajalcingo del Río | 1 078            |
| 120660009         | Coachimalco            | 1 012            |
| Otras localidades | Otras localidades      | 17 846           |
| Total municipal   | Total municipal        | 96 125           |